# Jian od Qija
Kralj Tian Jian (田建) bio je posljednji kralj drevne kineske države Qi, jedan od nekolicine vladara te države koji su imali naslov kralja (wang).
Znan je na kineskom kao 齊王建 (Qí Wáng Jiàn).
Bio je sin i nasljednik kralja Xianga te unuk kralja Mina, koji je bio veoma nesposoban i omražen kralj.
Jian je vladao 44 godine. Jianova je žena bila rođakinja ministra Hou Shenga.
Nakon što je Qin Shi Huangdi osvojio sve drevne kineske države osim Qija, kralj je Jian poslao svoju vojsku da zaštiti zemlju, ali je general Qina Wang Ben napao Qi sa sjevera i prisvojio ga Qinu ("Kina"; od naziva države Qin potječe hrvatski naziv za Kinu).
Jian nije dobio postumno ime.